# Ansonia rubigina
Ghatophryne rubigina és una espècie de gripau que viu a l'Índia.
Viu al bosc tropical perennifoli lligat a corrents torrencials i al terra del bosc. Se suposa que les larves es desenvolupen als torrents.
Es troba només en dues localitzacions, dels Ghats Occidentals, a l'estat de Kerala, una d'elles al Parc Nacional de Silent Valley.